# Valmantas Budrys
Valmantas Budrys (* 29. Dezember 1958 in Vilnius; † 16. Februar 2015) war ein litauischer Neurologe und Hochschullehrer.

## Leben
Nach dem Abitur absolvierte Budrys 1983 das Studium der Medizin und promovierte 1989 zum Kandidaten der Medizinwissenschaften an der Universität Vilnius. 1992 bildete er sich an den Universitätskliniken Göteborg und Linköping (Schweden) sowie von 1995 bis 1996 an der Loyola University Chicago in den USA weiter.
Ab 1988 lehrte er an der Medizinfakultät der Universität Vilnius. Von 1997 bis 2001 leitete er die Klinik für Neurologie an der Universität Vilnius und war ab 2002 Neurologiezentrumsdirektor an der Klinik für Neurologie und Neurochirurgie (Kliniken Santariškės). Ab 2007 lehrte er als Professor. Er beriet das Gesundheitsministerium Litauens.
Ab 2002 leitete Budrys den litauischen Verein der Neurologen (Lietuvos neurologų asociacija). 1997 war er Mitbegründer und danach Chefredakteur des neurologischen Journals „Neurologijos seminarai“ (Seminars in Neurology). Er publizierte mehr als 100 wissenschaftliche Artikel.
Sein Grab befindet sich auf dem Friedhof Antakalnis in Vilnius.

## Bibliografie
- Klinische Neurologie // Klinikinė neurologija, vadovėlis, Mitautor, 2003
- Neurologijos vadovas gydytojui praktikui, vadovėlis, Mitautor, 2004
- Nervų ligos vadovėlis, Mitautor, 1998